# هرميتغ (باركشير)
هرميتغ (بالإنجليزية: Hermitage, Berkshire)‏ هي قرية وأبرشية مدنية تقع في المملكة المتحدة في إنجلترا. يقدر عدد سكانها بـ 1,943 نسمة ومساحتها 6.36 كم2 .